# جوزپه کورادی
جوزپه کورادی (به ایتالیایی: Giuseppe Corradi) بازیکن فوتبال اهل ایتالیا است که از سال ۱۹۵۲ میلادی عضو تیم ملی فوتبال ایتالیا بوده و در ۸ بازی ملی حضور داشته‌است. او در بازی‌های ملی‌اش گلی به ثمر نرساند.
جوزپه کورادی آخرین بازی ملی خود را در سال ۱۹۵۸ میلادی انجام داد.